# Rio Campo Real
Der Rio Campo Real ist ein etwa 50 km langer rechter Nebenfluss des Rio Jordão im Süden des brasilianischen Bundesstaats Paraná.

## Etymologie
Campo Real bedeutet auf Deutsch Königsfeld.

## Geografie

### Lage
Das Einzugsgebiet des Rio Campo Real befindet sich auf dem Terceiro Planalto Paranaense (Dritte oder Guarapuava-Hochebene von Paraná).

### Verlauf
Sein Quellgebiet liegt im Munizip Guarapuava auf 1.059 m Meereshöhe etwa 30 km nordwestlich des Hauptorts in der Nähe der PR-825.
Der Fluss verläuft in südlicher Richtung. Nach etwa 10 km erreicht er an der Brücke der PR-364 die Munizipgrenze zwischen Guarapuava und Candoí. Er bildet für den Rest seines Laufs die Grenze zwischen den beiden Munizipien. Er mündet auf 884 m Höhe von rechts in den Rio Jordão. Er ist etwa 50 km lang.

### Munizipien im Einzugsgebiet
Am Rio Campo Real liegen die zwei Munizipien Guarapuava und Candoí.